# Železniční trať Lichkov–Štíty

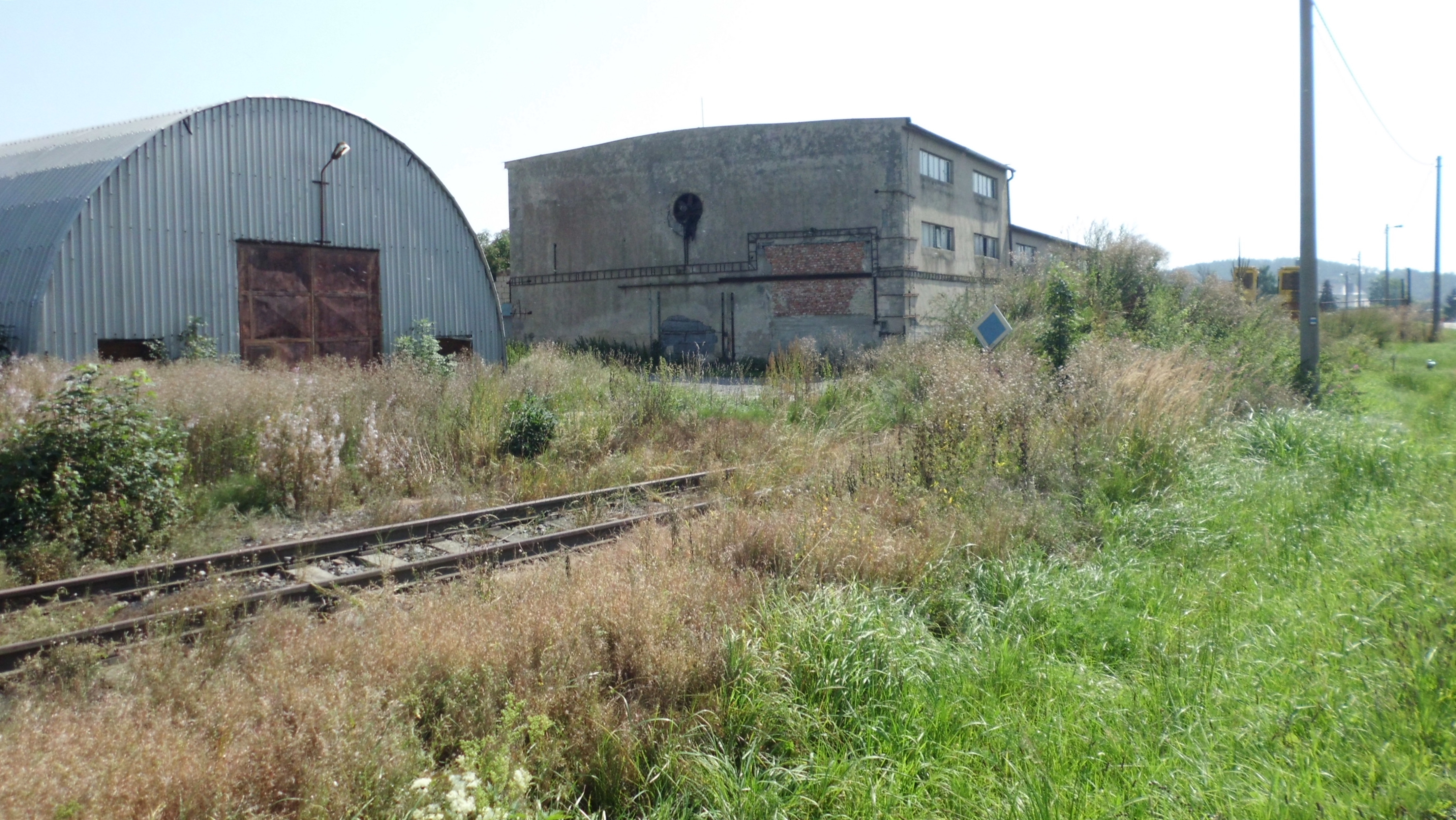
Konec tratě

Železniční trať Lichkov–Štíty (v jízdním řádu pro cestující označená číslem 024) je jednokolejná nelektrizovaná železniční trať. Úsek Dolní Lipka – Lichkov je součástí celostátní dráhy, zbytek trati je dráha regionální. V budoucnu je v plánu rekonstrukce a elektrizace úseku Lichkov – Králíky, zájem mají i Štíty, kam momentálně[kdy?] osobní vlaky pravidelně nejezdí.

## Historie

### Úsek Lichkov – Dolní Lipka
František Josef I. udělil listem ze dne 11. září 1871 koncesionářům právo ke stavbě a provozování železnice ze Šternberka přes Moravský Šumperk k některému místu železnice do Středolesí blíže rakousko-pruských hranic.
Traťový úsek Lichkov – Dolní Lipka vlastnila a provozovala společnost Moravská pohraniční dráha od ledna 1874 až do svého zestátnění 1. 1. 1895.[zdroj?]

### Dolní Lipka – Štíty
Trať z Dolní Lipky přes Králíky do Štítů zahájila provoz teprve 30. prosince 1899, místní dráhu vlastnila a provozovala společnost Rakouské státní dráhy.
Se začátkem GVD 2015/2016 byla zřízena nová zastávka Červená Voda–Pod rozhlednou. Zastávka byla slavnostně otevřena 29. září 2015 v souvislosti s vybudováním rozhledny na Křížové hoře roku 2007.

### Co vypovídají staré jízdní řády
V roce 1900 byly podle tehdejšího jízdního řádu v provozu tyto stanice:
Mladkov-Lichkov (něm. Lichtenau), Králíky (nyní Dolní Lipka), Králíky město (něm. Grulich), Dolní Orlice (něm. Nieder Erlitz), Červená Voda (něm. Mähr. Rothwasser), Karlov (něm. Mähr. Karlsdorf), Bílá Voda (něm. Mähr. Weißwasser, Hoflenc (nyní Mlýnický Dvůr), Heroltice (něm. Herautz), Moravský Šilperk (něm. Mährisch Schildberg, nyní Štíty)
| rok                                                               | provozovaná trať                                                   | počet vlaků                                                                         |
| ----------------------------------------------------------------- | ------------------------------------------------------------------ | ----------------------------------------------------------------------------------- |
| 1900                                                              | 117a Mor. Šilperk – Králíky (nyní Dolní Lipka)                     | 3 Os                                                                                |
| 1921                                                              | 144 Hradec Králové – Hanušovice                                    | 6 Os Mladkov-Lichkov – Dolní Lipka                                                  |
| 181 Dolní Lipka – Šilperk                                         | 4 Os                                                               |                                                                                     |
| 1928/1929                                                         | 145 Praha – Hradec Králové – Hanušovice                            | 2 R + 5 Os Kyšperk – Dolní Lipka                                                    |
| 1928/1929                                                         | 179 Dolní Lipka – Šilperk                                          | 5 Os Dolní Lipka – Králíky, 4 Os Králíky – Šilperk                                  |
| 1937/1938                                                         | 126 Praha – Hradec Králové – Hanušovice                            | 2 R + 9 Os Kyšperk – Dolní Lipka                                                    |
| 1937/1938                                                         | 145 Dolní Lipka – Šilperk                                          | 11 Os Dolní Lipka – Červená Voda, 6 Os Červená Voda – Šilperk                       |
| 1944/1945                                                         | 154 Breslau – Glatz – Nieder Lipka – Mährisch Schönberg – Olmütz   | 7 Os Lichkov – Nieder Lipka, 2 R + 5 Os Mittelwalde – Nieder Lipka                  |
| 1944/1945                                                         | 154m Nieder Lipka – Mährisch Schildberg                            | 12 Os Nieder Lipka – Grulich, 9 Os Grulich – Mährisch Schildberg                    |
| 1945/1946                                                         | 2 Velký Osek – Hradec Králové – Hanušovice                         | 1 R + 7 Os Kyšperk – Dolní Lipka                                                    |
| 1945/1946                                                         | 2e Dolní Lipka – Šilperk                                           | 11 Os Dolní Lipka – Červená Voda, 8 Os Červená Voda – Šilperk                       |
| 1959/1960                                                         | 2 Velký Osek – Hradec Králové – Hanušovice                         | 2 R + 11 Os Letohrad – Dolní Lipka                                                  |
| 1959/1960                                                         | 2e Dolní Lipka – Štíty                                             | 12 Os Dolní Lipka – Červená Voda, 10 Os Červená Voda – Štíty                        |
| 1988/1989                                                         | 020 Velký Osek – Hradec Králové – Lichkov – Hanušovice/Miedzylesie | 1 R + 11 Os Letohrad – Dolní Lipka                                                  |
| 1988/1989                                                         | 025 Dolní Lipka – Štíty                                            | 12 Os Dolní Lipka – Králíky, 9 Os Králíky – Štíty                                   |
| 2002/2003                                                         | 021 Týniště n. Orl. – Hanušovice                                   | 1 R + 10 Os Lichkov – Dolní Lipka                                                   |
| 2002/2003                                                         | 025 Dolní Lipka – Štíty                                            | 12 Os Dolní Lipka – Červená Voda, 13 Os Červená Voda – Štíty                        |
| 2005/2006                                                         | 021 Týniště n. Orl. – Štíty                                        | 1 R + 8 Os Lichkov – Dolní Lipka, 10 Os Dolní Lipka – Králíky, 7 Os Králíky – Štíty |
| 2008/2009                                                         | 024 Ústí nad Orlicí – Štíty                                        | 211 Os Lichkov – Králíky, 9 Os Králíky – Štíty                                      |
| 2011/2012                                                         | 024 Ústí nad Orlicí – Moravský Karlov                              | 10 Os Lichkov – Králíky, 7 Os Králíky – Moravský Karlov                             |
| Vysvětlivky R – rychlík nebo expres, Os – osobní nebo spěšný vlak |                                                                    |                                                                                     |

## Navazující tratě
- Lichkov
  - Železniční trať Ústí nad Orlicí – Międzylesie
- Dolní Lipka
  - Železniční trať Dolní Lipka – Hanušovice

## Provoz
Železniční stanice Dolní Lipka je obsazena výpravčím Správy železnic, který zároveň vykonává funkci dirigujícího dispečera pro trať D3 (SŽ D3 – Předpis pro zjednodušené řízení železniční dopravy) Dolní Lipka – Štíty. Tato trať se skládá ze tří dopraven D3 (Králíky, Červená Voda a Štíty), ve kterých dirigující dispečer organizuje a řídí železniční dopravu (křižování, předjíždění a dostižení vlaků). Řízení provádí podle hlášení strojvedoucích v jednotlivých dopravnách D3.[zdroj?]
Z Lichkova přes Králíky do Štítů jezdily pouze motorové osobní vlaky a frekvence cestujících směrem ke konečné klesala. Na počátku roku 2011 navrhla společnost OREDO, najatá Pardubickým krajem, v rámci optimalizace dopravy zastavit osobní dopravu v úseku Lichkov – Štíty, případně s variantou provozu v pracovní dny do Moravského Karlova, a nahradit ji upravenými autobusovými linkami. Králíky by se tak staly jedním z největších českých měst bez železniční dopravy, případně by byly coby turistické středisko nedostupné vlakem právě o víkendech. Proti tomuto záměru vznikla petice místních obyvatel.
Po dalších jednáních s obcemi (květen 2011) Pardubický kraj trval na omezení osobní dopravy mezi Lichkovem a Moravským Karlovem (provoz celotýdenně) a jejím úplném zrušení do Štítů.
OREDO pro období jízdního řádu 2012 (tj. od 11. prosince 2011) žádnou osobní dopravu v závazku veřejné služby v úseku Moravský Karlov – hranice s Olomouckým krajem (– Štíty) podle tiskové zprávy ČD neobjednalo a Olomoucký kraj údajně v reakci na to neobjednal dopravu ani na své části tratě, iDnes.cz psalo o loučení s provozem v souvislosti s celým úsekem z Dolní Lipky do Štítů.
Od jízdního řádu 2015/2016 byly některé vlaky opět protaženy až do Štítů, což ovšem nevydrželo dlouho a od 10. června 2018 byla doprava opět ukončena v Mlýnickém Dvoře, přestože Štíty jsou mnohem větší sídlo.

## Stanice a zastávky

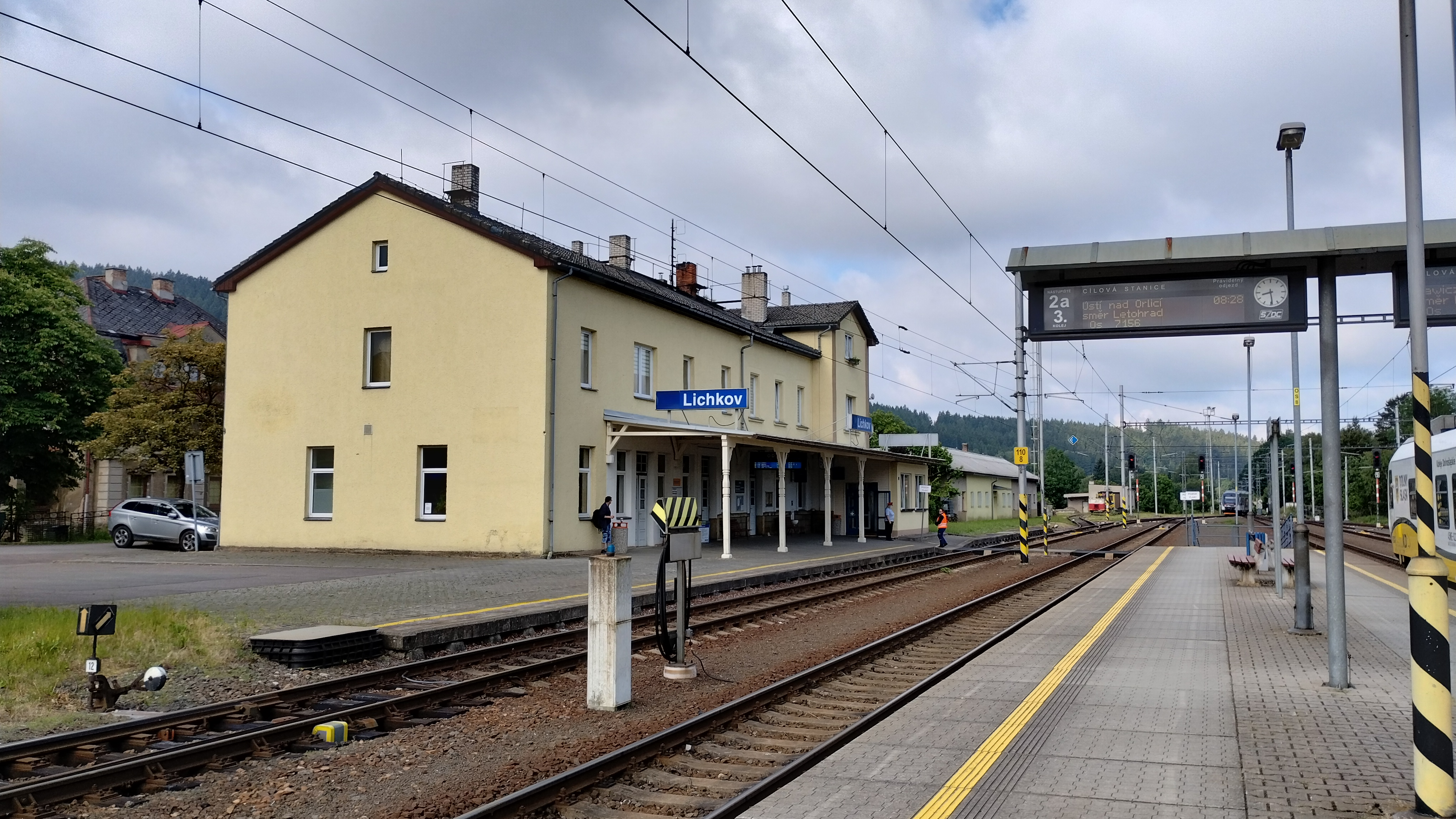
Lichkov
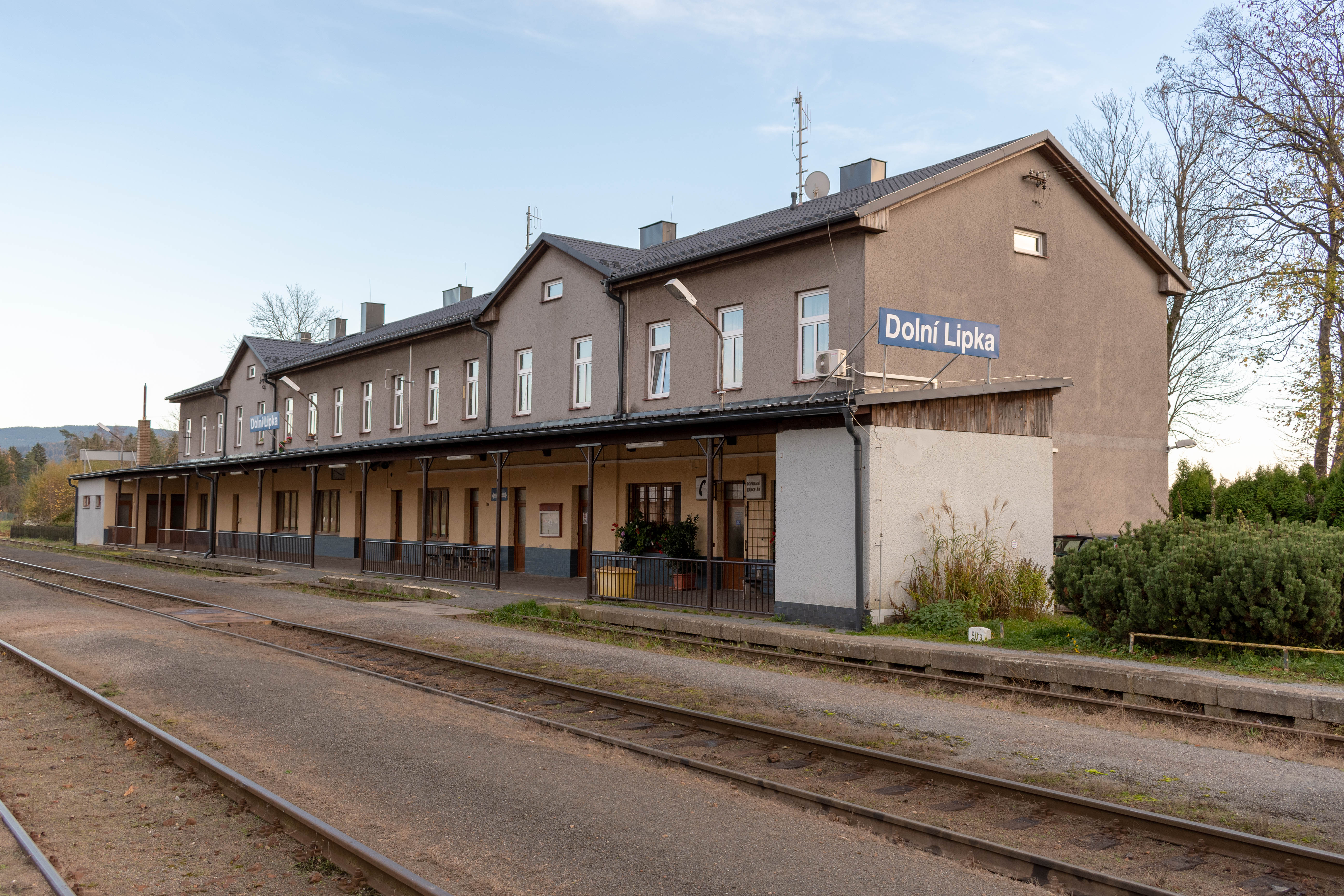
Dolní Lipka
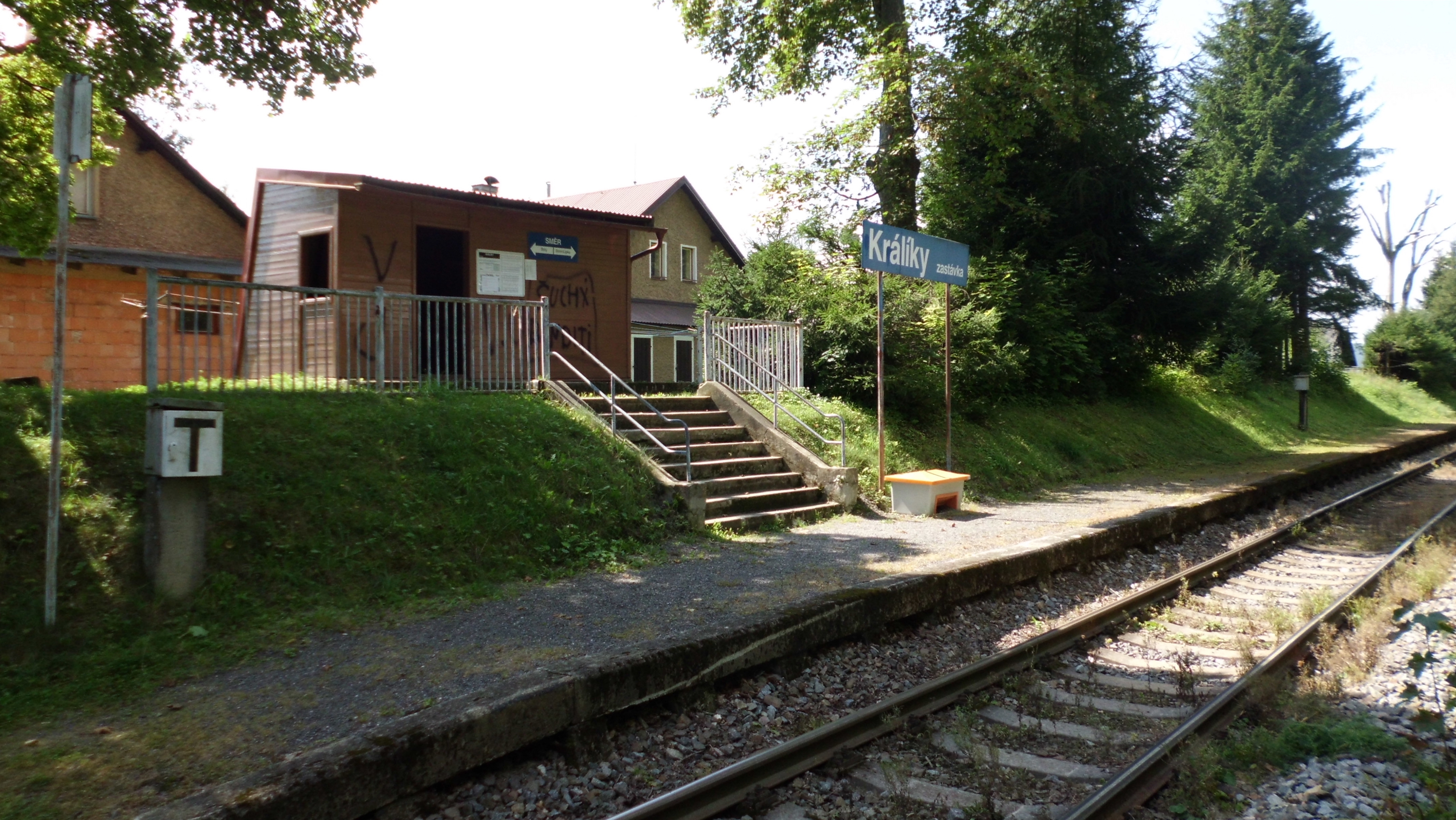
Králíky zastávka
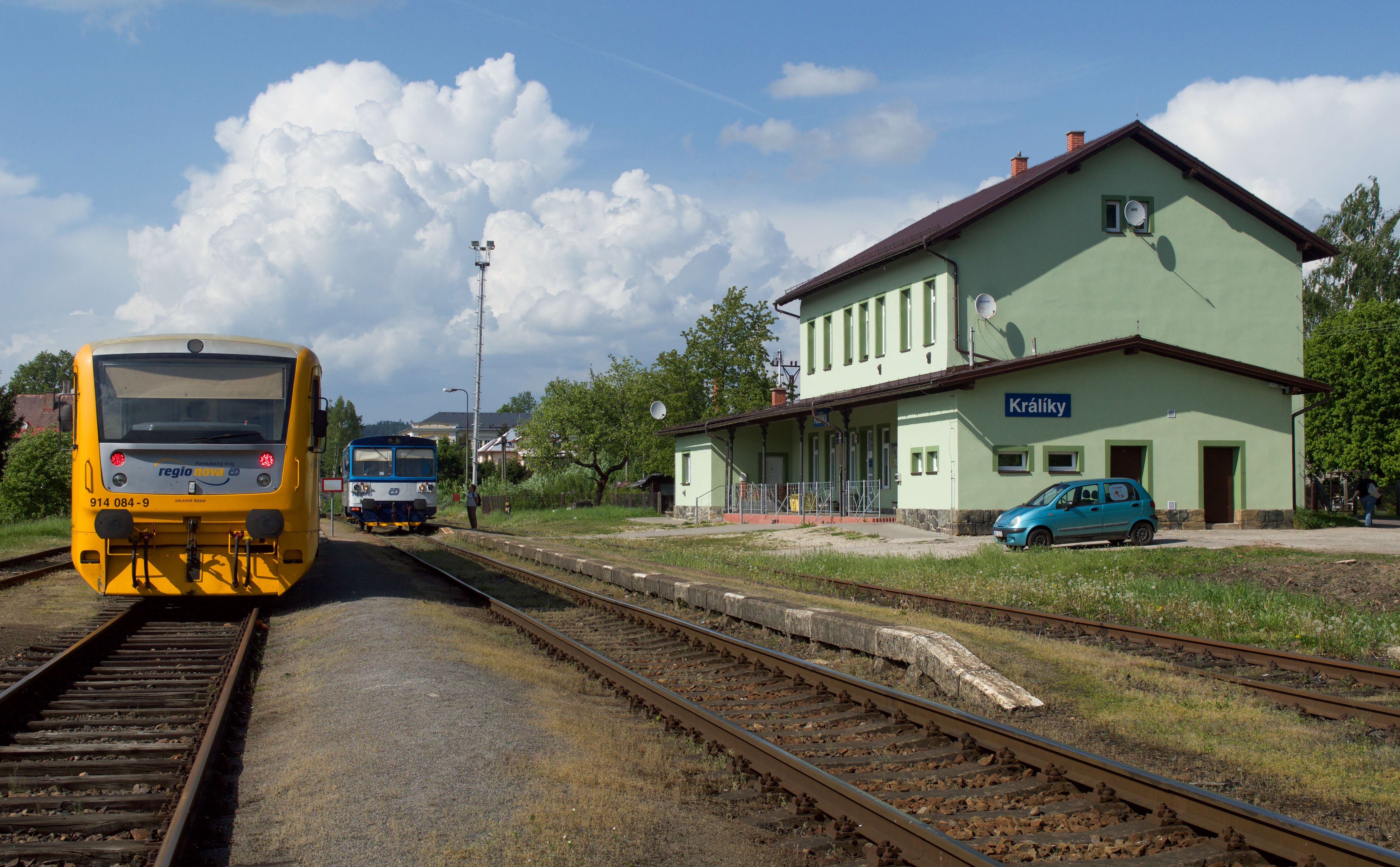
Králíky
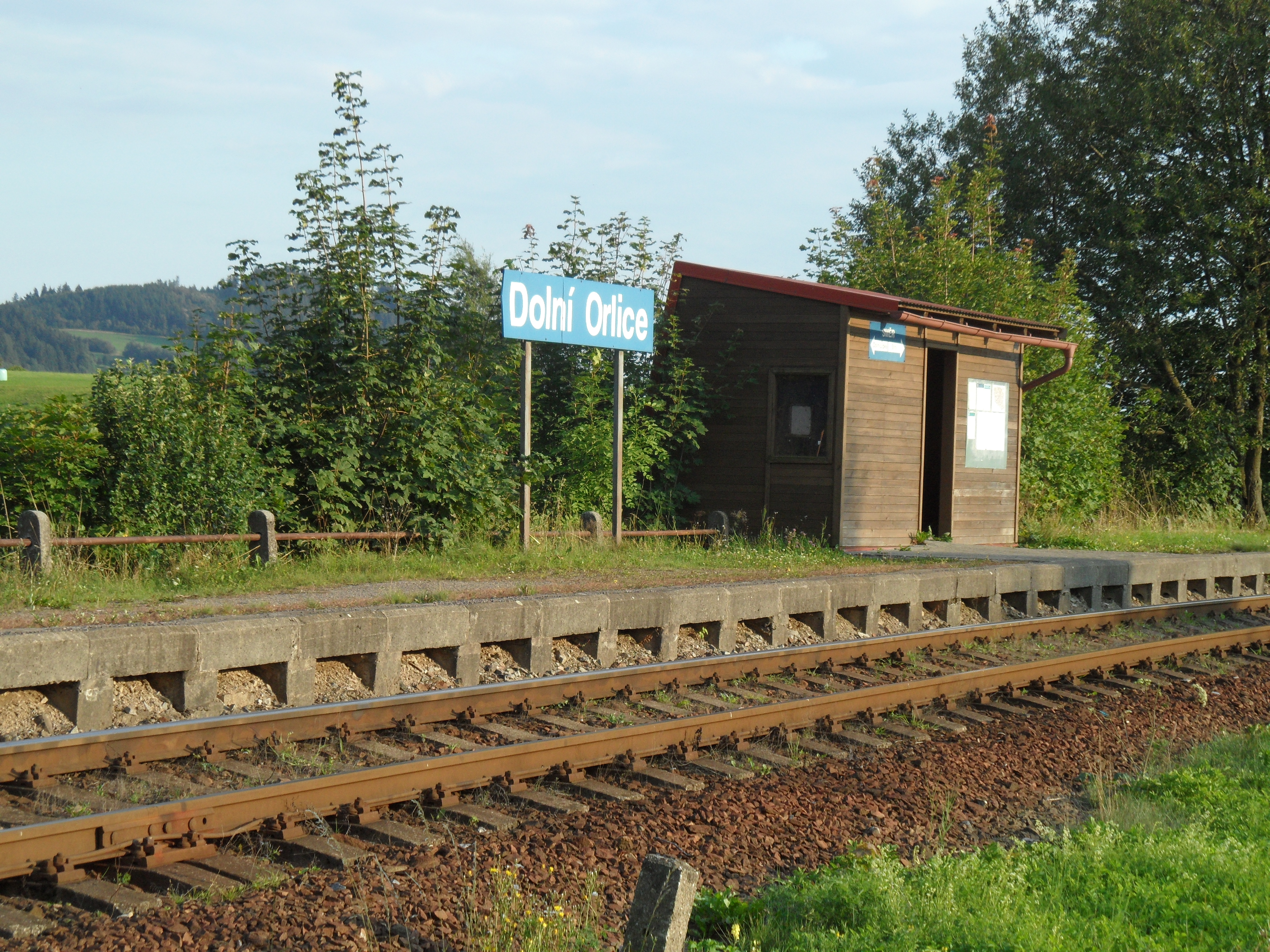
Dolní Orlice
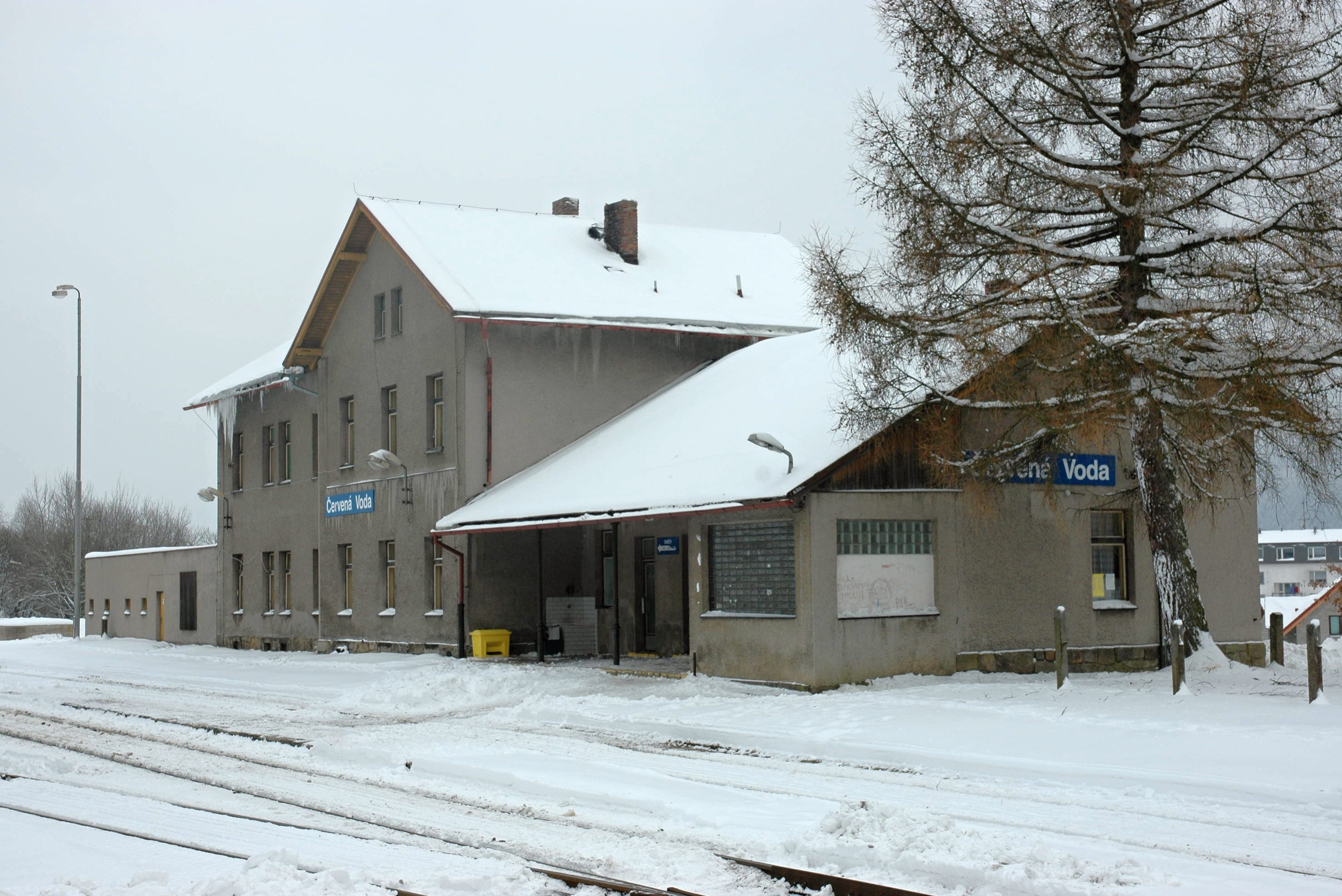
Červená Voda
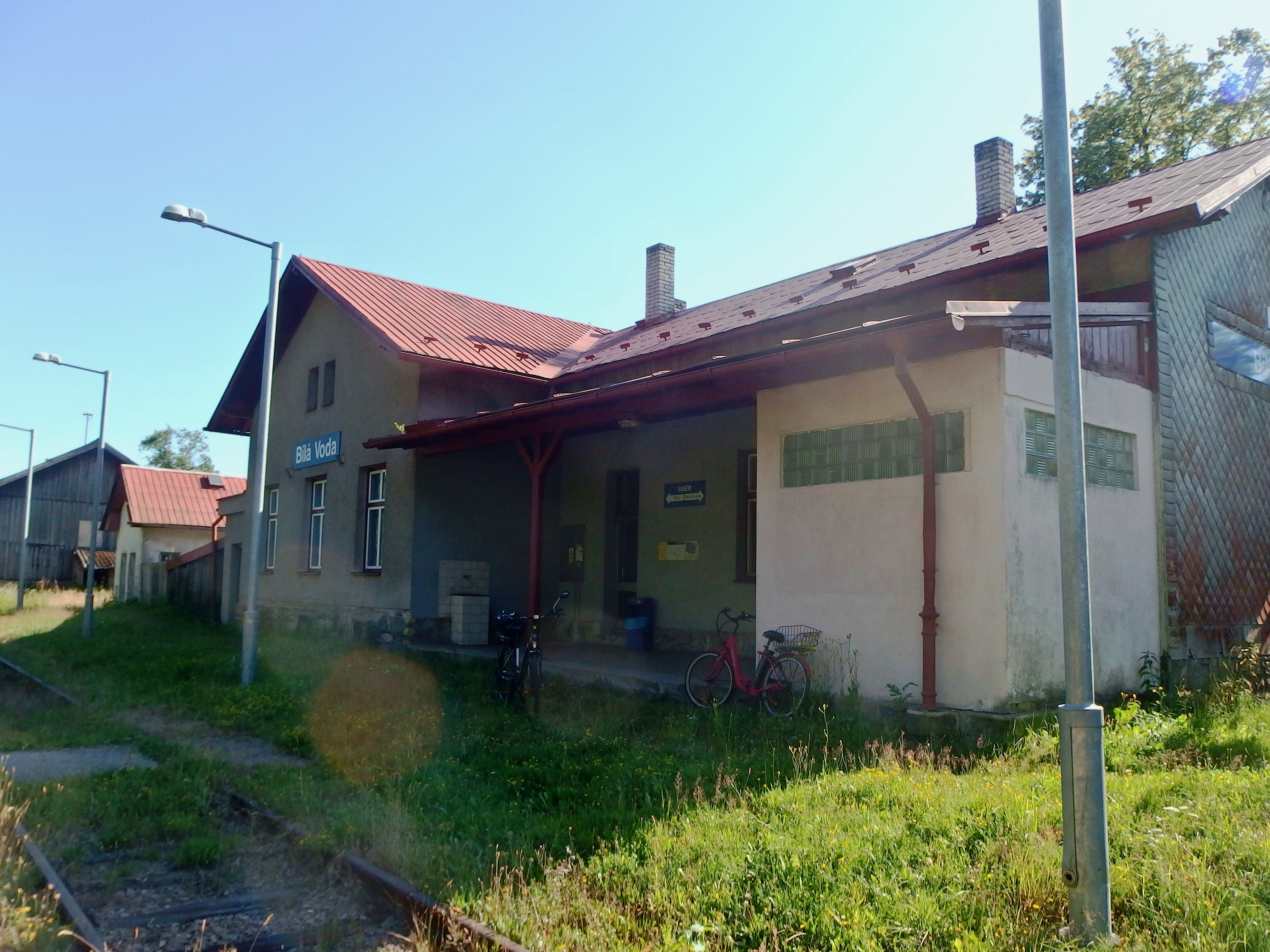
Bílá Voda
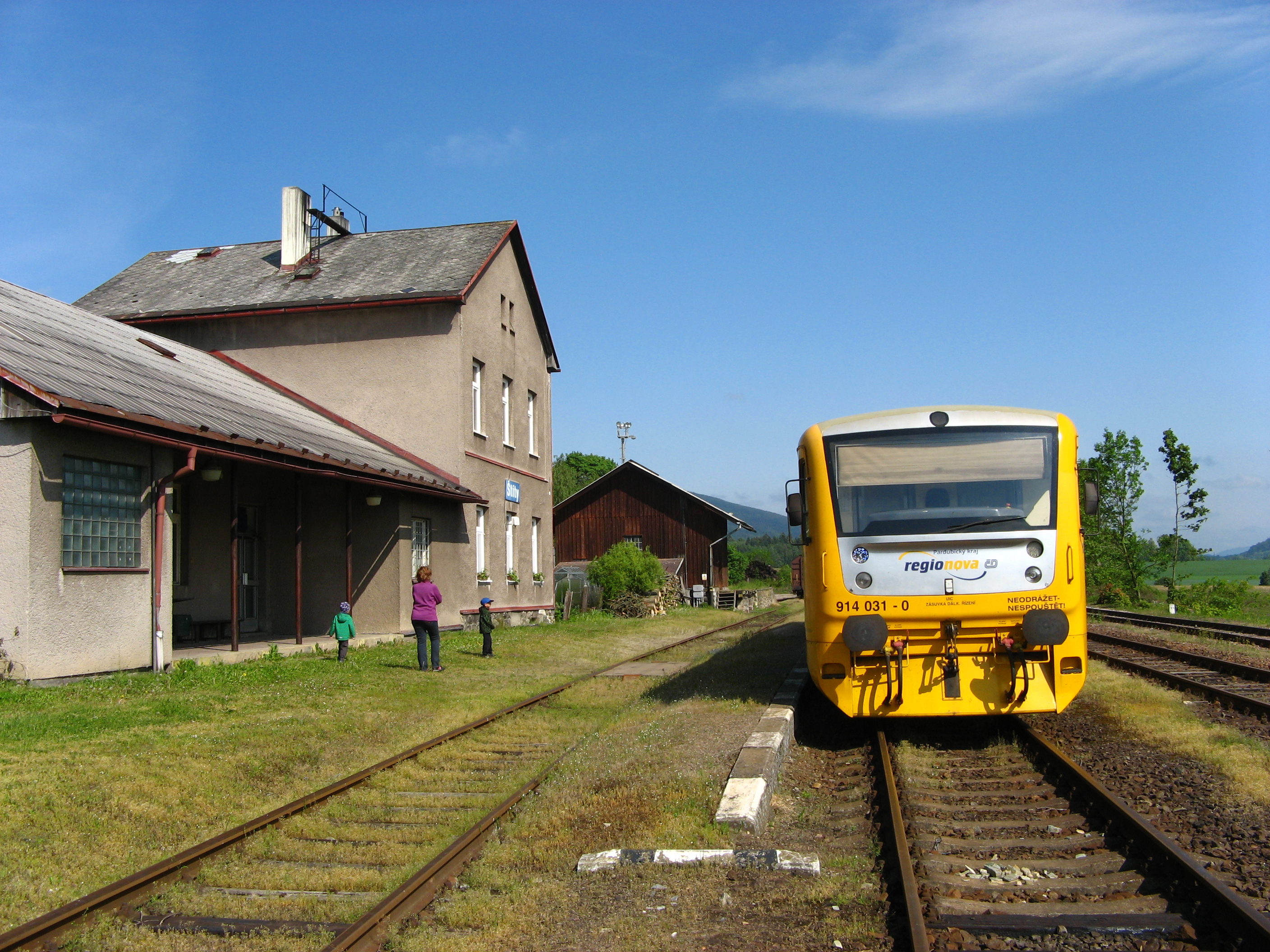
Štíty